# Mark Forster
Mark Forster (Kaiserslautern, Alemania 11 de enero de 1983), nacido como Mark Ćwiertnia, es un cantante y compositor alemán de ascendencia polaca.

## Carrera
Forster es descendiente de padre alemán nacido en Dortmund y madre polaca Agnieszka Ćwiertnia, nacida en Varsovia. Su madre le llamó  Marek y en sus primeros días como músico usó el nombre de Marek Ćwiertnia. Él creció en Winnweiler, Kaiserslautern. Luego se mudó a Berlín donde desarrolló una carrera como cantante, compositor, pianista, compositor de jingles para televisión incluyendo para el show Krömer – Die Internationale Show, Entre el año 2007 y 2010, el acompañó al actor y comediante Kurt Krömer como acompañante en el piano.
En 2006, Forster se unió a la banda Balboa como su líder. También estuvo en "Kröm De La Kröm" de Kurt Krömer junto al músico Mitumba Lumbumba y en 2010 firmó con el sello discográfico alemán Four Music donde lanzó sus álbumes  Karton  en 2012. El álbum fue producido por Ralf Christian Mayer y coproducido por Sebastian Böhnisch y grabado en Alemania, Francia y España. Realizó una gira a partir de febrero de 2012 con Laith Al-Deen y promocionó su álbum. Se lanzaron dos sencillos menores del álbum: "Auf dem Weg" y "Zu dir (weit weg)".
En noviembre de 2013, apareció en el éxito del rapero Sido, "Einer dieser Steine", cantando en el coro. Un éxito aún mayor para Forster fue "Au revoir", esta vez con papeles invertidos (Forster aparece como artista principal y presenta a Sido). Este sencillo es un preludio del exitoso álbum "Bauch und Kopf" en 2013. El álbum obtuvo la certificación de oro e incluyó el ahora exitoso "Au revoir" y otros dos sencillos de seguimiento, "Flash mich" y la canción principal "Bauch und Kopf", la última de las cuales ganó el Bundesvision Song Contest 2015.
En 2015, Forster se convirtió en vocalista del proyecto musical  Eff, formado por Forster como vocalista y Felix Jaehn como DJ y productor musical. Los dos se conocieron en un evento en Viena en 2015. Eff es una referencia a Felix y Forster. Su sencillo de debut, "Stimme", encabezó la lista de sencillos alemanes durante tres semanas consecutivas, y también se ubicó en Austria y Suiza.

## Discografía
Mark Forster ha lanzado hasta ahora los siguientes álbumes de estudio:
- Karton (2013)
- Bauch und Kopf (2014)
- Tape (2016)
- Liebe (2018)
- Musketiere (2021)
- Supervision (2023)